# لجنة الطاقة الذرية التابعة للأمم المتحدة
تأسست لجنة الطاقة الذرية التابعة للأمم المتحدة ( UNAEC ) في 24 يناير 1946 بموجب أول قرار للجمعية العامة للأمم المتحدة "للتعامل مع المشاكل التي أثارها اكتشاف الطاقة الذرية على المستوى الدولي". 
وطلبت الجمعية العامة من اللجنة تقديم مقترحات محددة:
(أ) توسيع نطاق تبادل المعلومات العلمية الأساسية بين جميع الأمم لأغراض سلمية؛
(ب) السيطرة على الطاقة الذرية بالقدر اللازم لضمان استخدامها للأغراض السلمية فقط؛
(ج) إزالة الأسلحة الذرية وجميع الأسلحة الرئيسية الأخرى القابلة للتدمير الشامل من الترسانات الوطنية؛
(د) الضمانات الفعالة عن طريق التفتيش وغيره من الوسائل لحماية الدول الملتزمة من مخاطر الانتهاكات والتهرب.
وفي 14 ديسمبر 1946، أصدرت الجمعية العامة قرارًا للمتابعة يحث على الإسراع بإكمال التقرير من قبل اللجنة وكذلك نظر مجلس الأمن التابع للأمم المتحدة فيه. تلقى مجلس الأمن التقرير في 31 ديسمبر 1946 وأصدر قرارًا في 10 مارس 1947 "يعترف فيه بأن أي اتفاق يعبر عنه أعضاء المجلس على الأجزاء المنفصلة من التقرير هو اتفاق أولي" ويطلب تقديم تقرير ثانٍ. وفي 4 نوفمبر 1948، أصدرت الجمعية العامة قرارًا ينص على أنها فحصت التقارير الأول والثاني والثالث للجنة، وأعربت عن قلقها العميق إزاء المأزق الذي تم التوصل إليه، كما هو موضح في تقريرها الثالث.
في 14 يونيو 1946، قدم ممثل الولايات المتحدة لدى اللجنة، برنارد باروخ ، خطة باروخ ، حيث ستقوم الولايات المتحدة (الدولة الوحيدة التي كانت تمتلك أسلحة ذرية في ذلك الوقت) بتدمير ترسانتها الذرية بشرط أن تفرض الأمم المتحدة ضوابط عليها وعلى التطوير الذري الذي لن يخضع لحق النقض في مجلس الأمن التابع للأمم المتحدة . ولن تسمح هذه الضوابط إلا بالاستخدام السلمي للطاقة الذرية. تمت الموافقة على الخطة من قبل لجنة الطاقة الذرية التابعة للأمم المتحدة، ولكن لم يوافق عليها الاتحاد السوفيتي الذي امتنع عن التصويت على الاقتراح في مجلس الأمن. استمر النقاش حول الخطة حتى عام 1948، ولكن بحلول أوائل عام 1947 كان من الواضح أن الاتفاق غير مرجح. 
قامت الجمعية العامة للأمم المتحدة بحل لجنة الأمم المتحدة للطاقة الذرية رسميًا في عام 1952،  على الرغم من أن اللجنة كانت غير نشطة منذ يوليو 1949 ثم تأسست الوكالة الدولية للطاقة الذرية خلفاً لها. 

## أنظر أيضاً
- خطة باروخ
- تقرير أتشيسون-ليلينثال
- الوكالة الدولية للطاقة الذرية
- الحرب الباردة
- قرار مجلس الأمن التابع للأمم المتحدة رقم 20